# Kosti Tl (Finlândia)
Koski Tl (Predefinição:IPA-fi) é um município da Finlândia.
Ele está localizado na província da Finlândia Ocidental e parte do Sudoeste da Finlândia região. O município tem uma população de 2,384 (31 de agosto de 2017).
Tl no nome significa ex - província de Turku e Pori (em finlandês:  Turun ja Porin lääni). Ele foi anexado ao nome para distinguir Koski Tl de outro município chamado Koski, Koski Hl (Hl para a ex-província de Tavastia, em finlandês:  Hämeen lääni). Koski Hl foi renomeado Hämeenkoski em 1995, mas Koski Tl não mudou o seu nome.
Koski Tl fala apenas finlandês.